# Zaō
Zaō (jap. 蔵王連峰 Zaō-renpō) – wulkaniczny masyw górski, krótki łańcuch w Japonii, biegnący na granicy dwóch prefektur: Yamagata i Miyagi. Najwyższy szczyt masywu nazywa się Kumano (1841 m).
Dzięki wykorzystaniu naturalnych zalet tego obszaru – bogatego w gorące źródła (głównie siarkowe) – polegającego na wybudowaniu licznych tras narciarskich, masyw tworzy ośrodek sportowo-wypoczynkowy o ogólnej nazwie Zaō Onsen.
W części masywu tworzącej płaskowyż Zaō występuje interesujące zjawisko „śnieżnych potworów”, które w rzeczywistości są drzewami pokrytymi zmrożonym śniegiem. Zjawisko to występuje pomiędzy grudniem a marcem i jest powodowane napływem zimnych mas powietrza znad Syberii.
Jedną z atrakcji turystycznych jest jezioro Okama powstałe w kraterze, zwane także „pięciokolorowym bagnem”, ponieważ zmienia kolory w zależności od pogody. Krater został utworzony w latach 20. XVIII wieku przez erupcję wulkanu, a jego średnica wynosi 350 m.

## Galeria

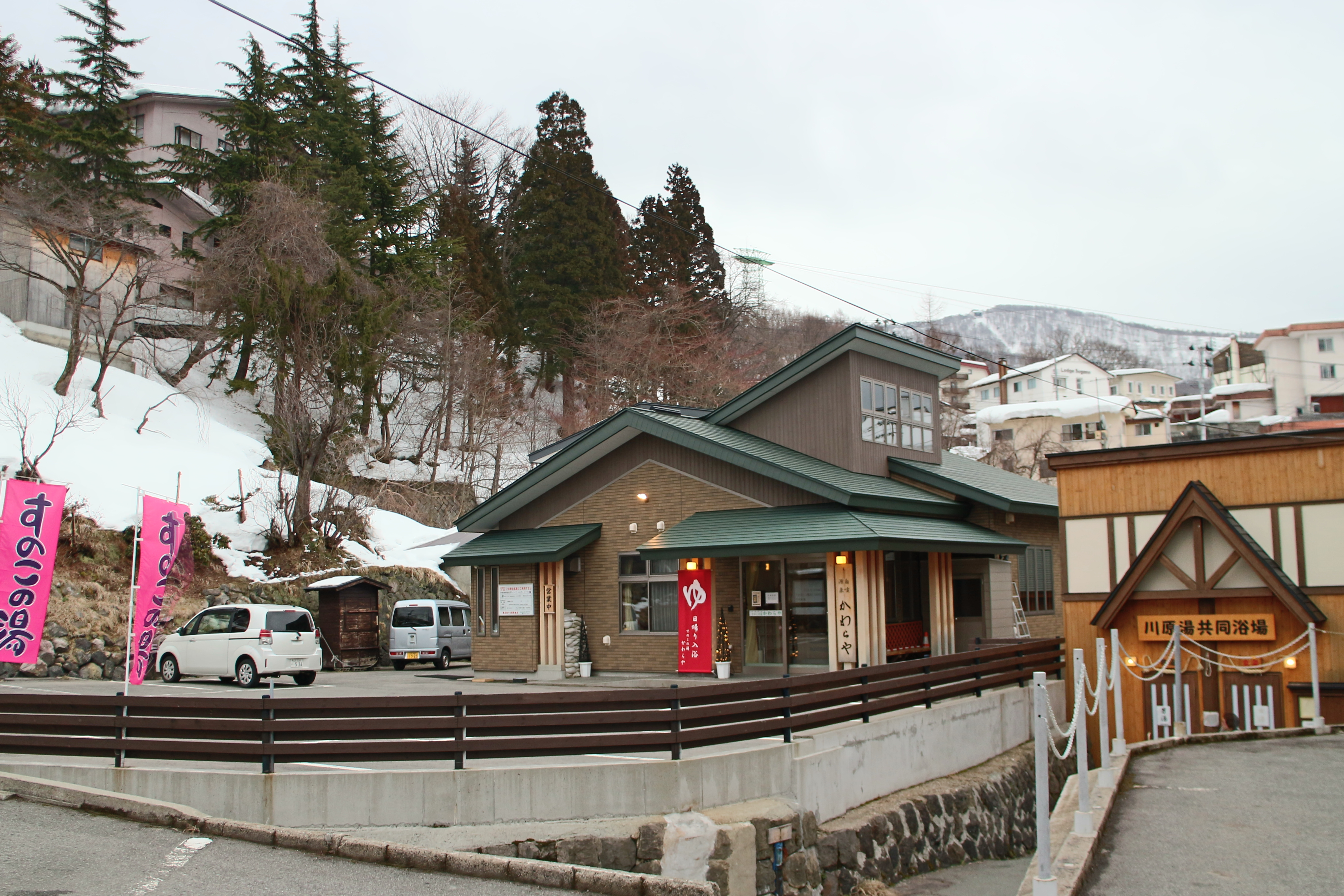
Zaō Onsen (2017)
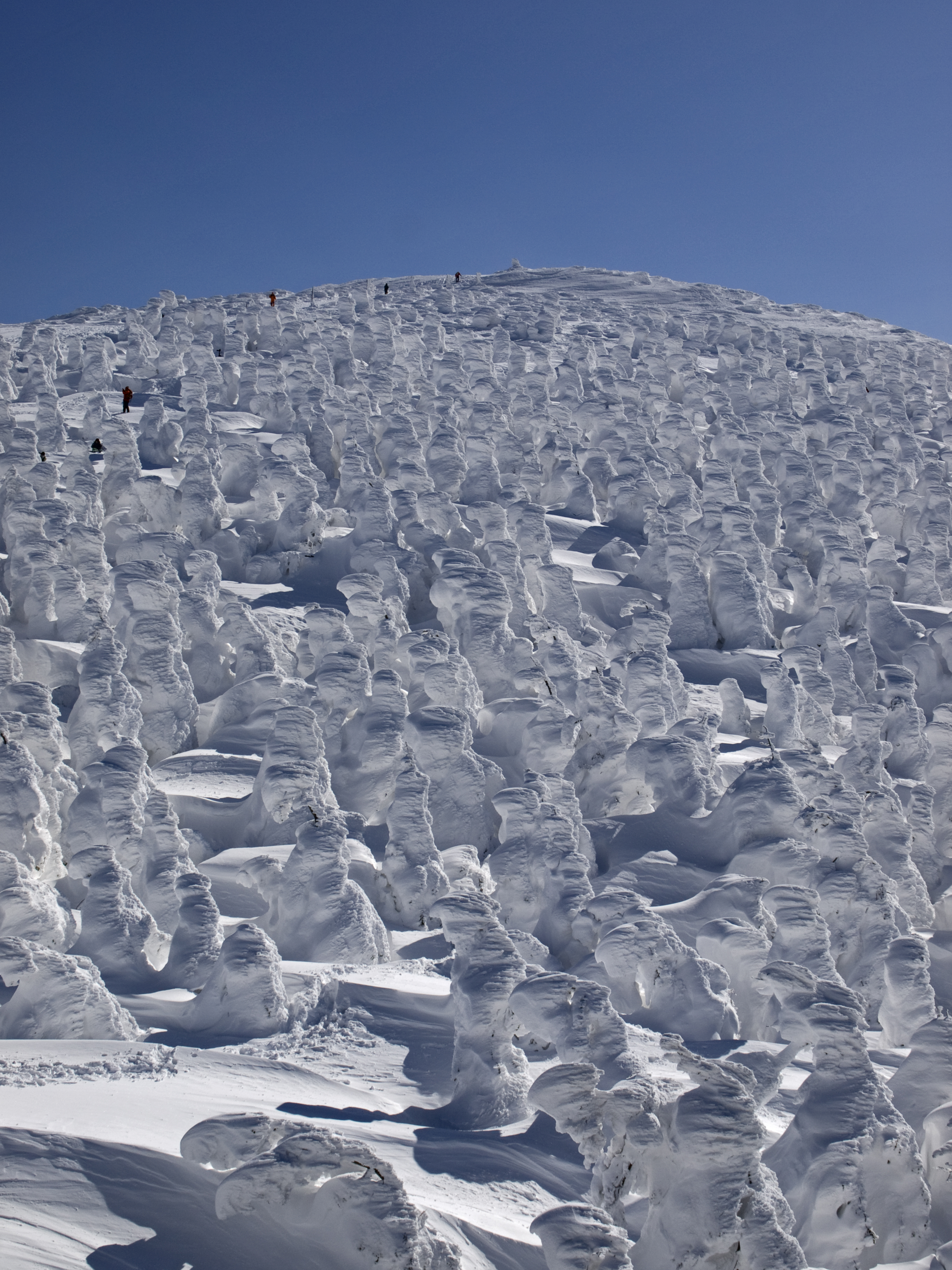
„Śnieżne potwory”
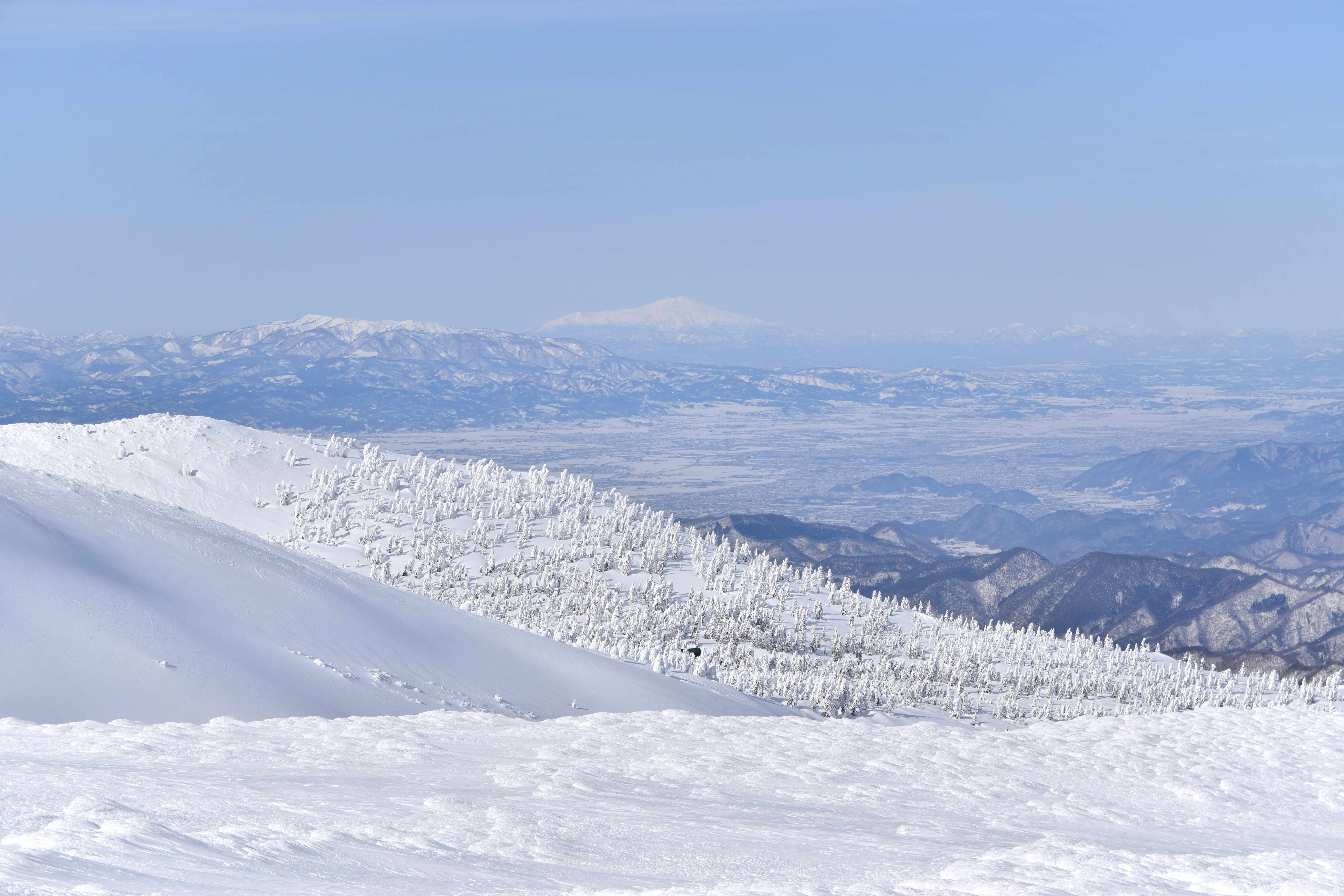
Widok z góry Zaō zimą